# Ögrupp
| Ögrupp |
| --- |
| Aleuterna är en långsträckt ökedja. - Betydelse – grupp av öar - Exempel – Balearerna, Japan, Maldiverna, Åland - Andra ord – arkipelag (större ögrupp), skärgård (kustnära arkipelag dominerad av mindre öar), öbåge (bågformig ökedja), ökedja (rad av öar) |

En ögrupp är ett antal öar som ligger nära varandra. Om antalet öar är betydande eller ögruppen vidsträckt kan termen arkipelag användas. En skärgård är en kustnära arkipelag som domineras av smärre öar. En rad av öar kan kallas ökedja, och en bågformig ökedja öbåge.
Ögrupper har ofta vulkaniskt ursprung. Detta gäller bland annat många öbågar och andra ökedjor vid tektoniska gränszoner.

## Utformning

### Politik och biologi
Ett antal ögrupper bildar eller är centrum i självständiga stater. Exempel på sådana arkipelager är Bahamas, Seychellerna, Maldiverna, Filippinerna och Fiji.
Avsides belägna ögrupper kan ha utvecklat särpräglade förhållanden under sin isolering från fastlandet eller andra öar/ögrupper. Ett exempel är Galápagosöarna med sina särpräglade finkar. Bland långlivade ögrupper där stater och kulturer utvecklats i isolering finns Japan och Nya Zeeland.
Andra ögrupper är besittningar till eller mindre delar av en annan självständig stat. Detta inkluderar Balearerna (del av Spanien), Kykladerna (del av Grekland), Åland (del av Finland), Ryukyuöarna (del av Japan) och Aleuterna (del av USA). Vissa ögrupperna är eller har varit stridsäpplen mellan olika stater, inklusive Falklandsöarna, Kurilerna, Paracelöarna, Spratlyöarna och Chagosöarna.

### Geologi
Många ögrupper har vulkaniskt ursprung. Särskilt gäller detta ögrupper med en långsträckt form – ökedjor – där öarna kan bestå av vulkanöar eller atoller (som bildats efter att vulkankon sjunkit ihop).
Ökedjor finns inte minst i geologiskt aktiva områden vid tektoniska plattors gränszoner, där benämningen som används ofta är öbågar. Exempel på hela rader av ökedjor finns i Karibiska havet, längs Stilla havets nord- och västkust samt i nordöstra delen av Indiska oceanen. Aleuterna, Marianerna, Små Antillerna och Sydsandwichöarna är utpräglade ökedjor/öbågar.
Vissa ögrupper långt från större fastland kan dock ha bildats utan vulkanisk inverkan i nyare tid. Ett par exempel är Seychellerna och Kerguelen, vilka båda omges av egna mindre kontinentalsocklar.
Öar med mer oregelbundet eller kompakt form kan ha ett mer komplicerat ursprung. Åland består av huvudön Fasta Åland och en utsträckt skärgård som i öster övergår i Skärgårdshavet. Topografin och arkipelagens utsträckning har präglats av sprickdalslandskap, istida nedslipning av berget, en fortgående landhöjning samt ett stort meteoritnedslag (Lumparn).

## Etymologi
Ordet ögrupp syftar helt enkelt på en grupp av öar. Den alternativa termen arkipelag kommer närmast från italienskans arcipelago ('vidsträckt ögrupp' eller 'örikt hav') och ursprungligen från medeltidsgrekiskans archi'pelagos. Betydelsen av det grekiska ordet var ursprungligen 'centralhav' eller 'det förnämsta havet'. Från början avsågs Egeiska havets övärld.

## Större ögrupper (urval)

### Antarktiska oceanen

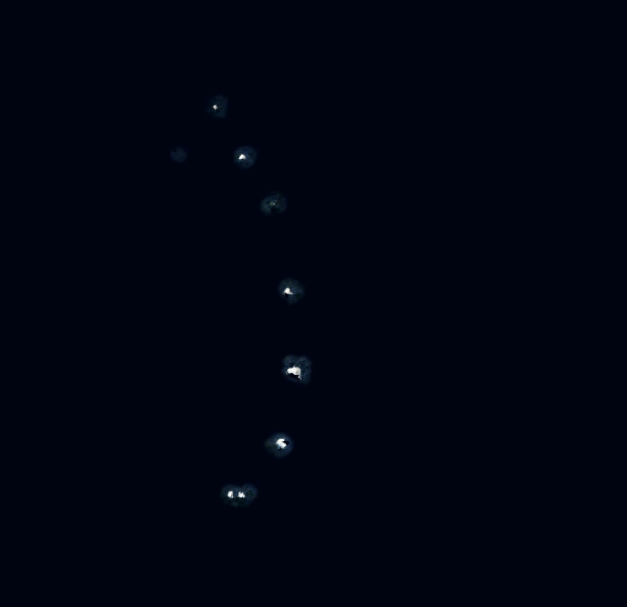
Sydsandwichöarna, en ökedja i Antarktiska oceanen.

Antarktiska oceanen (ibland benämnd Södra ishavet) är de havsvidder som omger Antarktis, i första hand norrut till Västvinddriftens norra kant. Här finns ett antal ögrupper norr eller nära Antarktiska halvön, främst i en öbåge som leder upp mot Sydamerikas sydspets.
- Sydsandwichöarna
- Sydorkneyöarna
- Sydshetlandsöarna

### Atlanten

Åland, ögrupp mitt i Östersjön.

I Atlanten finns större arkipelager bland annat i eller vid Karibiska havet, runt Europas kuster samt norr om Antarktis. Dessutom finns flera arkipelager i Norra ishavet. Däremot är Sydatlanten öfattig.
- Azorerna
- Brittiska öarna
- Falklandsöarna
- Färöarna
- Kanarieöarna

#### Amerikanska medelhavet
- Bahamas

- Små Antillerna
- Stora Antillerna

Medelhavet
- Balearerna
- Kykladerna
- Tolvöarna

Östersjön
- Skärgårdshavet
- Åland

### Indiska oceanen

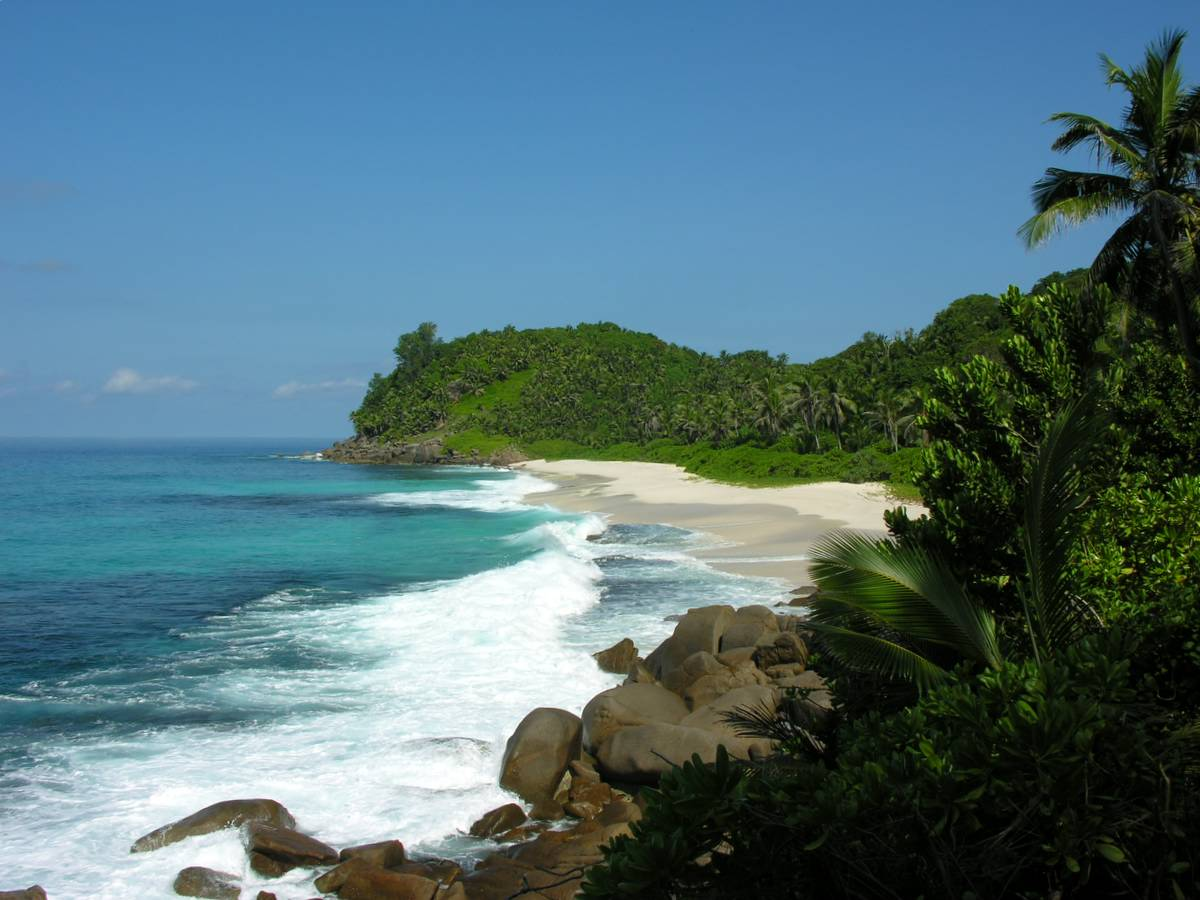
Seychellerna, en ögrupp "mitt ute i havet" men utan nyare vulkanisk prägel.

I Indiska oceanen finns flera i första hand mindre ögrupper (och öar) utanför Afrikas östra kust. Dessutom finns ögrupper söder om Indien och Bortre Indien. Indonesiens övärld avgränsar delar av Indiska oceanen från Stilla havet och dess västra randhav.
- Andamanerna
- Kerguelen
- Kokosöarna
- Nikobarerna
- Maldiverna
- Seychellerna

### Norra ishavet

Svalbard, belägen i Nordatlanten och med Spetsbergen som huvudö.

Norra ishavet (som ibland ses som Arktiska medelhavet, då som del av Atlanten) har flera större ögrupper, främst längs med Sibiriens nordkust och norr om Kanada.
- Frans Josefs land
- Novaja Zemlja
- Nysibiriska öarna
- Queen Elizabeth Islands
- Severnaja Zemlja
- Svalbard

### Stilla havet
Stilla havet är världens största ocean. Det innehåller både stora öppna havsytor och stora ögrupper. Ett antal av ögrupperna ligger i och i anslutning till Öst- och Sydostasien. I de mellersta delarna finns vidsträcka arkipelager, vilka ofta avgränsas i de tre delarna Melanesien, Mikronesien och Polynesien.
- Aleuterna
- Galápagosöarna
- Juan Fernández-öarna

#### Asien

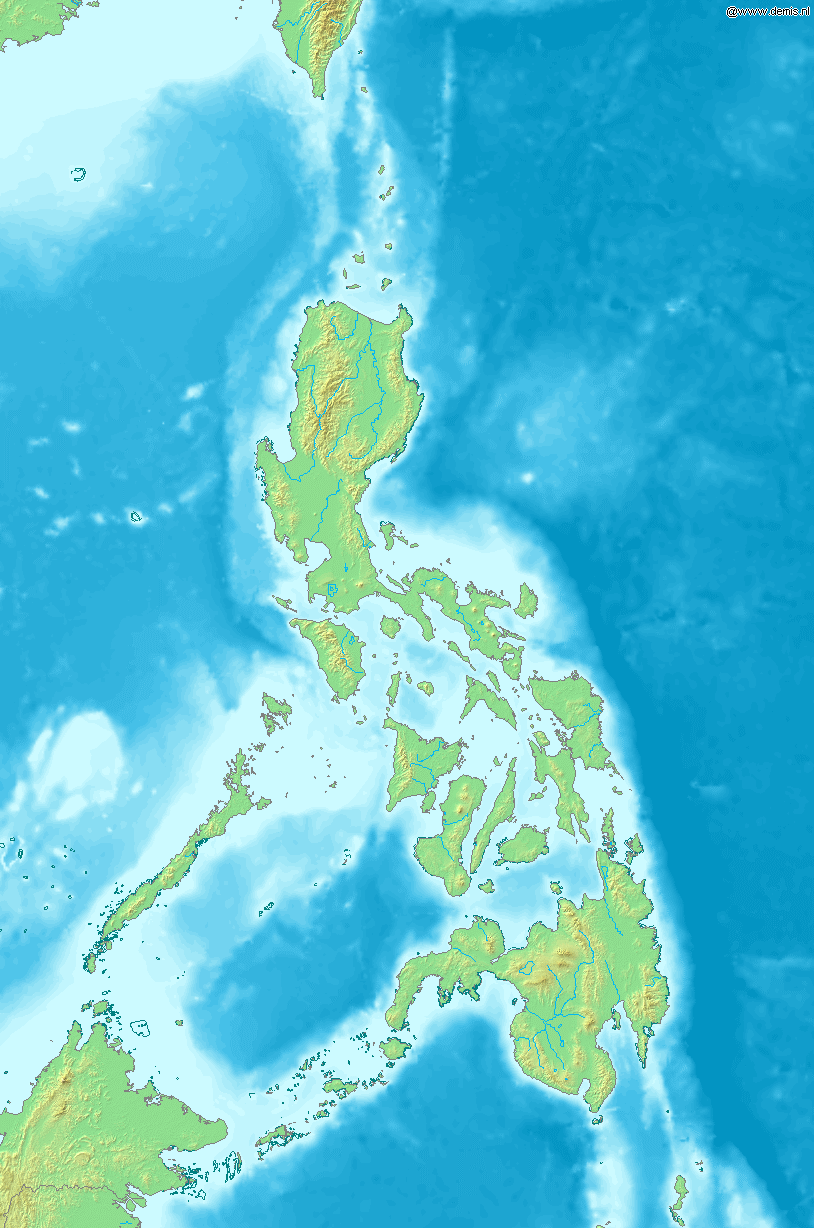
Filippinerna, ett land som helt och hållet består av öar.

- Boninöarna
- Filippinerna
- Japan
- Kurilerna
- Moluckerna

- Ryukyuöarna
- Små Sundaöarna
- Stora Sundaöarna
- Vulkanöarna

#### Melanesien
- Fiji
- Salomonöarna
- Vanuatu

#### Mikronesien
- Karolinerna
- Marianerna
- Marshallöarna

#### Polynesien
- Australöarna

- Cooköarna
- Gambieröarna
- Kermadecöarna
- Hawaiiöarna
- Line Islands
- Marquesasöarna
- Sällskapsöarna
- Tonga
- Tuamotuöarna